# Staré Místo
Staré Místo je obec v okrese Jičín v Královéhradeckém kraji. Leží přibližně čtyři kilometry jižně od Jičína. Žije zde 311 obyvatel.
Nachází se zde motorest, samoobsluha a hřiště. Dříve zde byl také kravín a mlékárna.
Obcí prochází silnice I/32 a železniční trať Nymburk–Jičín.
Dopravní obslužnost zajišťují autobusové linky společnosti BusLine a vlakové spoje (spol. České dráhy).
V obci se nachází železniční stanice. Bylo zde ve stanici více kolejí, ale byly odstraněny. K několika bývalým podnikům vedou také dnes již nevyužívané vlečky.

## Historie
První písemná zmínka o obci pochází z roku 1327.

## Obyvatelstvo
| Rok            | 1869 | 1880 | 1890 | 1900 | 1910 | 1921 | 1930 | 1950 | 1961 | 1970 | 1980 | 1991 | 2001 | 2011 | 2021 |
| -------------- | ---- | ---- | ---- | ---- | ---- | ---- | ---- | ---- | ---- | ---- | ---- | ---- | ---- | ---- | ---- |
| Počet obyvatel | 318  | 301  | 324  | 347  | 330  | 320  | 271  | 179  | 188  | 227  | 253  | 326  | 336  | 305  | 305  |
| Počet domů     | 30   | 29   | 32   | 35   | 42   | 43   | 49   | 49   | 44   | 42   | 49   | 63   | 64   | 71   | 68   |

## Obecní správa
Při sčítání lidu v letech 1869–1950 Staré Místo bylo obcí v okrese Jičín. V letech 1960–1990 patřilo jako část městyse k Podhradí a od 24. listopadu 1990 je opět samostatnou obcí.

### Obecní symboly
Znak a vlajka byly obci uděleny rozhodnutím předsedy Poslanecké sněmovny Parlamentu České republiky dne 11. května 2006.

## Pamětihodnosti
- kostel svatého Františka Serafinského pozdně gotický, kvádry ze staršího kostela se údajně nacházely v okolí.
- socha svatého Floriána
- socha svatého Jana Nepomuckého
- socha Panny Marie Immaculata